# Dogū
Sauf précision contraire, les dates de cet article sont sous-entendues « avant l'ère commune », c'est-à-dire « avant Jésus-Christ ».

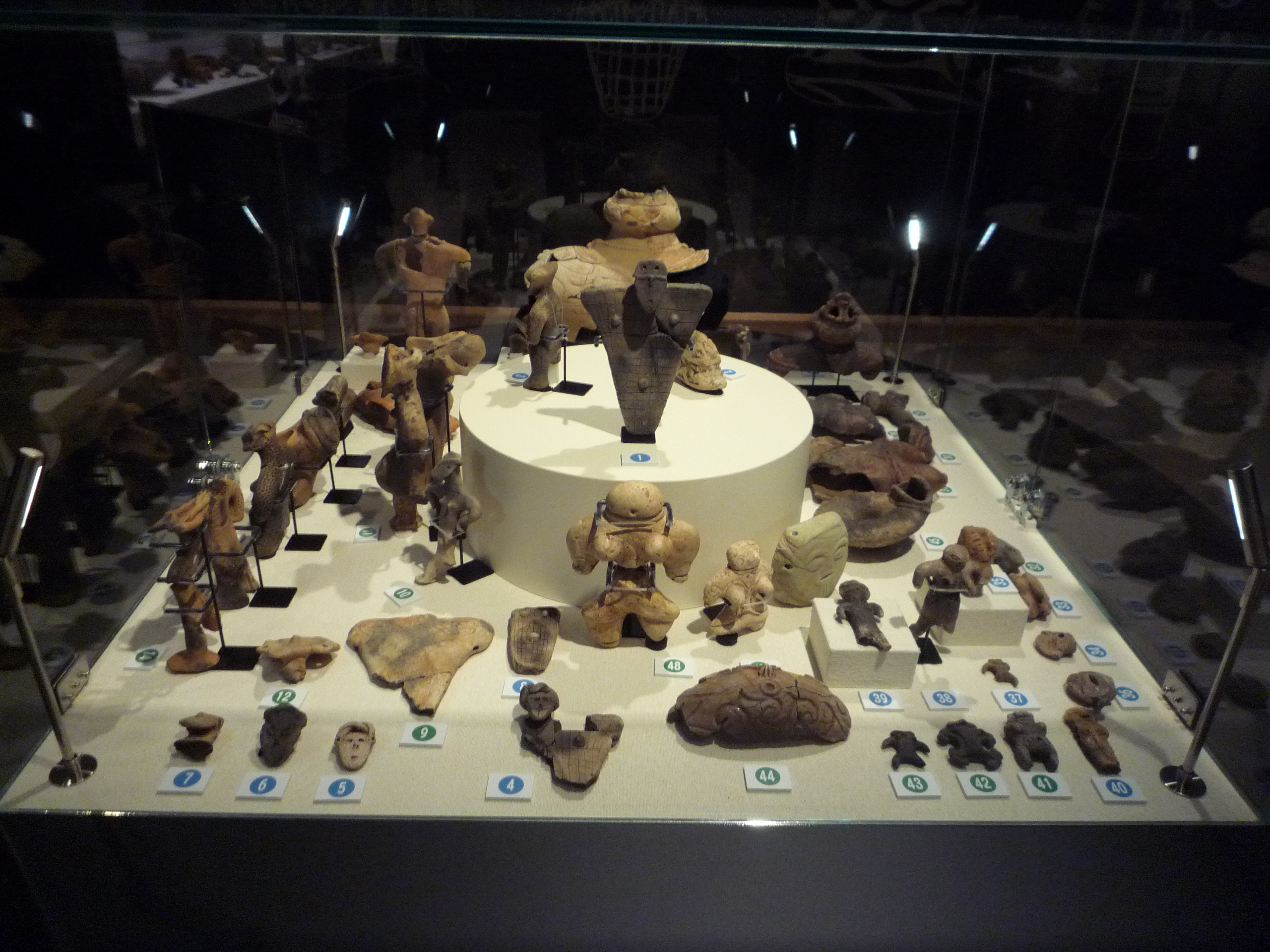
Présentation des figurines, dogū et masques, Jōmon Récent, v. 2000, du site d'Isedōtai, Kitaakita, Préfecture d'Akita. Nord du Japon.

Les dogū (土偶) sont des statuettes énigmatiques de la période Jōmon (縄文時代, Jōmon jidai) réalisées par des populations Jōmon, chasseurs-cueilleurs sédentaires de l'ancien Japon. Elles sont toujours en terre cuite, et avec des caractères physiques « féminins » même si leur stylisation les rend très peu perceptibles. Ce sont des céramiques de la période Jōmon, pour la plupart du Jōmon Moyen jusqu'au Jōmon Final (de 3000 à 400/300 AEC), mais des dogū plus anciens existent aussi, bien plus rares. Selon les régions et l'époque certaines formes se sont imposées, qui constituent des types : ainsi les formes différentes que l'on rencontre dans les musées appartiennent à certains de ces types, dont on peut rencontrer d'autres exemplaires, similaires mais non identiques, dans le même lieu et ailleurs. Les dogū se présentent très souvent debout et de face, jambes bien marquées (parfois très longues, parfois très grosses) et parfois aussi ne possèdent pas de jambes. Elles possèdent généralement des bras relativement petits et pour quelques groupes très connus, des yeux globuleux, parfois fendus d'un simple trait, comme des « yeux de grenouille » ou comme des « grains de café ». D'autres, très proches formellement s'en distinguent encore par les yeux en « lunettes de neige ». Certaines statuettes sont couvertes de graphismes aux formes géométriques complexes.
Le contexte de leur découverte laisse supposer qu'elles ont toutes été utilisées lors de cérémonies diverses, et pas seulement en rapport avec les enterrements, mais rien ne permet d'aller plus loin, quant à leur usage ou leurs fonctions et encore moins leur(s) « signification(s) ».

## Premières figurations humaines
Au Paléolithique supérieur les premières figurations humaines, en pierre, sont extrêmement rares. Dès le Jōmon naissant des représentations humaines sont réalisées sur galets ; elles sont toutes féminisées par des incisions portées après un polissage. L'une de ces représentations a été découverte sur l'amas coquillier de  Kamikuroiwa.

## La découverte desdogū

### Premières découvertes
Environ 20 000 figurines, de type dogū, ont été découvertes, pour l'essentiel depuis l'ère Meiji et la fondation de la Société d'anthropologie de Tokyo en 1884 ; la revue de cette société en fait état dès la fin du XIXe siècle.
En France à la fin des années 1920, c'est un jeune archéologue japonais, Nakaya Jiujirō (1902-1936), qui est le premier à introduire les dogu comme sujet permettant de classifier les productions de la culture Jōmon sur la base des formes, des décors et du lieu de leur réalisation. Grâce à quoi et avec un travail identique sur les poteries, il construisit les bases d'une véritable connaissance disciplinaire de la Préhistoire japonaise en Europe.
Au Japon, réapparue dès les années 1940, la passion de la fouille archéologique n'a pas cessé et n'a fait que s'amplififier considérablement dans les années 1990. L’archéologie japonaise, fondée sur le principe de prévention en archéologie, demeure, depuis cette époque, l’une des plus actives au monde. La découverte de la "Vénus Jōmon", en 1986 a relancé l'intéret pour les dogū dans un grand mouvement populaire. Les chantiers archéologiques génèrent, en effet, un véritable enthousiasme grâce à leur couverture médiatique locale et nationale, et avec des expositions très visitées : ainsi, Jōmon. 10 000 Years of Prehistoric Art in Japan organisée en 2018 par le musée national de Tokyo et où les dogū tenaient une belle place, a attiré une foule de visiteurs.

### Leur état au moment de la découverte, leur statut ensuite
Ces statuettes ont été très rarement déposées en parfait état, comme la "Vénus Jōmon", enterrée dans un petit trou sur la place de l'ancien village, ou comme celles qui ont été placées comme elle dans un creux, mais sous une ou deux grosses pierres. En effet, la plupart d'entre elles ont été brisées - dans un contexte rituel, probablement. Les restaurateurs parviennent à recoller les morceaux trouvés sur place, souvent en grand nombre comme sur un lieu consacré à ce rituel. Cependant, sur le site de Shakado la figurine avait été cassée en deux et les fragments jetés à 300 mètres l'un de l'autre, ce qui laisse supposer un rite, ou un acte totalement différent. Certaines n'avaient perdu qu'un membre, comme le dogū de Kamegaoka, pour d'autres il ne restait plus que le tronc. Elles ont pu, aussi, être déposées sans être brisées, mais comme la « Déesse masquée », placée sur le côté, qui s'est cassé ensuite. Ce type de statuette de plus de 30 cm est extrêmement rare, la hauteur moyenne étant d'environ 15 à 20 centimètres à partir du Jōmon Moyen. Elles sont, sauf mention contraire, en terre cuite pleine, sinon montées en creux.
Les plus belles d'entre elles, en raison de leur style, sont devenues Trésor national du Japon, comme la « Vénus Jōmon » du site de Tanabatake (Chino, Nagano) du Jōmon Moyen, retrouvée en 1985, enfouie volontairement et couchée sur le côté droit. Pour une figurine si ancienne elle avait un aspect assez naturaliste, mais avec des hanches très larges et rondes, des seins indiqués mais petits, le triangle publien sous forme d'un hexagone à bords courbes et la chevelure, les yeux, le nez, la bouche et le nombil indiqués clairement. Elle a, d’abord, été désignée comme faisant partie des biens culturels enfouis (埋蔵文化財) (maizō bunkazai) et, ensuite, la première à avoir été désignée comme Trésor national du Japon (国宝) (kokuhō) le 15 juin 1995, le premier chef-d’œuvre Jōmon doté de ce privilège. Si le succès de cette première statuette naturaliste a été immense, jusqu'à représenter une part de l’identité japonaise, la découverte ultérieure de statuettes plus surprenantes en a un peu terni l’image, comme la « Déesse masquée » découverte en 2000 et  exposée dans la même salle du même musée, à Chino. Un grand nombre de dogū ayant été, par ailleurs, classés comme « biens culturels importants ».

### Lieux de découverte
Une terre volcanique : En raison de l'acidité du terrain volcanique du Japon - sauf quelques exceptions - tous les éléments organiques, comme les os, ont disparu du contexte, ce qui limite considérablement toute possibilité d'interprétation - comme celle de dogū qui auraient été découverts dans des « sépultures ... sans ossement ». Par contre, les exceptions peuvent concerner de petites régions calcaires et les sites, ou des objets enfouis dans des lacs.
Lieux : Ces figurines anthropomorphes ont été découvertes dans tout le Japon sauf dans les îles du sud-ouest, l'archipel Okinawa. Les régions concernées sont, du sud au nord : Kyūshū, Chūgoku, Kinki, Tōkai, Chūbu, Kantō, Tōhoku, et Hokkaidō. Les régions de l'est et du nord en ont produit un plus grand nombre. Les figurines les plus complexes et de plus grande taille apparaissent vers 3000 dans le centre, dans la région du Chūbu, et se multiplient ensuite dans cette région et jusqu’au nord, en Hokkaidō.
Sur les côtes du Japon, dans Kyūshū et Kinki, des figurines sous forme de troncs en terre cuite aux seins bien indiqués ont été souvent découvertes dans des amas coquilliers Mais dans tous les cas elles étaient comme "enterrées", souvent démembrées, brisées.
Lieux de découverte au Jōmon Moyen : Concernant les sites des périodes Jōmon les plus riches en figurines, c'est avec celles du Jōmon Moyen (autour de 2500) que le nombre des dogū s’accroît considérablement. À cette période, dans les villages, on a trouvé dans les habitations Jōmon, des monticules qui correspondraient à d’anciens autels privés destinés à accueillir ces statuettes. Concernant les dogū en croix du site de Sannai Maruyama (essentiellement du Jōmon Moyen), plus de 1 800 fragments de figurines en céramique y ont été découverts, notamment autour des monticules de terre qui servaient, semble-t-il, de lieu de culte, plus que sur tout autre site Jōmon.
Un lieu de découverte au Jōmon Final : Dans certains cas la figurine a été enterrée dans une petite fosse, et placée sous une pierre : c'est le site de Sugisawa, Préfecture de Yamagata, du Jōmon Final.
Quantité par site : Les sites qui avaient de très nombreuses figurines sont très rares (par exemple le site de Shakado, préfecture de Yamanashi qui en conservait plus de 800) ; chaque village ayant son propre caractère.

## Périodes
Les dogū et les autres productions : étant donnée la grande diversité des types de ces statuettes, localement et sur des périodes variables, on parle d'ensembles chrono-culturels à l'intérieurs desquels ce ne sont pas seulement les types des statuettes qui forment un tout mais aussi toutes les formes produites dans cette "région" ancienne : la poterie, mais plus généralement, aussi, toutes les terres cuites et la pierre travaillée. Et si la poterie Jōmon a été d'abord caractérisée par l'usage d'un décor à base d'empreintes de cordes, ce motif n'est pas constant. Pour chaque ensemble chrono-culturel, il semble d'ailleurs exister « une réelle « grammaire » des décors employés, décors et formes plastiques ne faisant d’ailleurs pas du tout nécessairement appel aux décors en impression de corde ».

### Jōmon naissant et Jōmon Archaïque
Les toutes premières figurines dogū, modelées mais de faible relief, apparaissent au cours de la seconde moitié du Jōmon naissant (v. 14000 – 9500) ; de quelques centimètres, le travail se résume à l'évocation du tronc, on n'en a découvert que trois. C'est le cas de l'une d'elles, sur le site de Kayumi Jiri (préfecture de Mie) : sa poitrine en cône indique une figure féminine. Puis au cours de la première moitié du Jōmon Archaïque (9500-5000) les dogū actuellement découverts se concentrent sur le torse et peuvent être déposés avec des vases à décor d'empreintes de cordelette. Pour le Jōmon Archaïque on en dénombre une soixantaine. La production de dogū plats se poursuit, mais reste rare, malgré un assez grand nombre encore, au Jōmon Moyen, comme ceux de Sannai Maruyama. Leurs tailles sont variées mais petites par rapport aux autres types, à partir du Jōmon Moyen.
La figurine de Kayumi Jiri : En 1996 cette figurine en terre cuite a été découverte, cassée en deux (la tête séparée du corps), et datée environ 11 000 (c'est encore la plus ancienne en 2025). Elle se trouvait sur le site de Kayumi Ijiri, préfecture de Mie, région du Kansai. Dès 1998, Christine Shimizu évoque plusieurs des plus anciennes figurines, provenant de la région du Kantō : dans l'amas coquillier  (kaizuka) de Hanawadai (préfecture d'Ibaraki) et dans celui de Tokizaki (préfecture de Chiba).

### Jōmon Moyen

Jōmon Moyen : 3 000-2 500/1 500
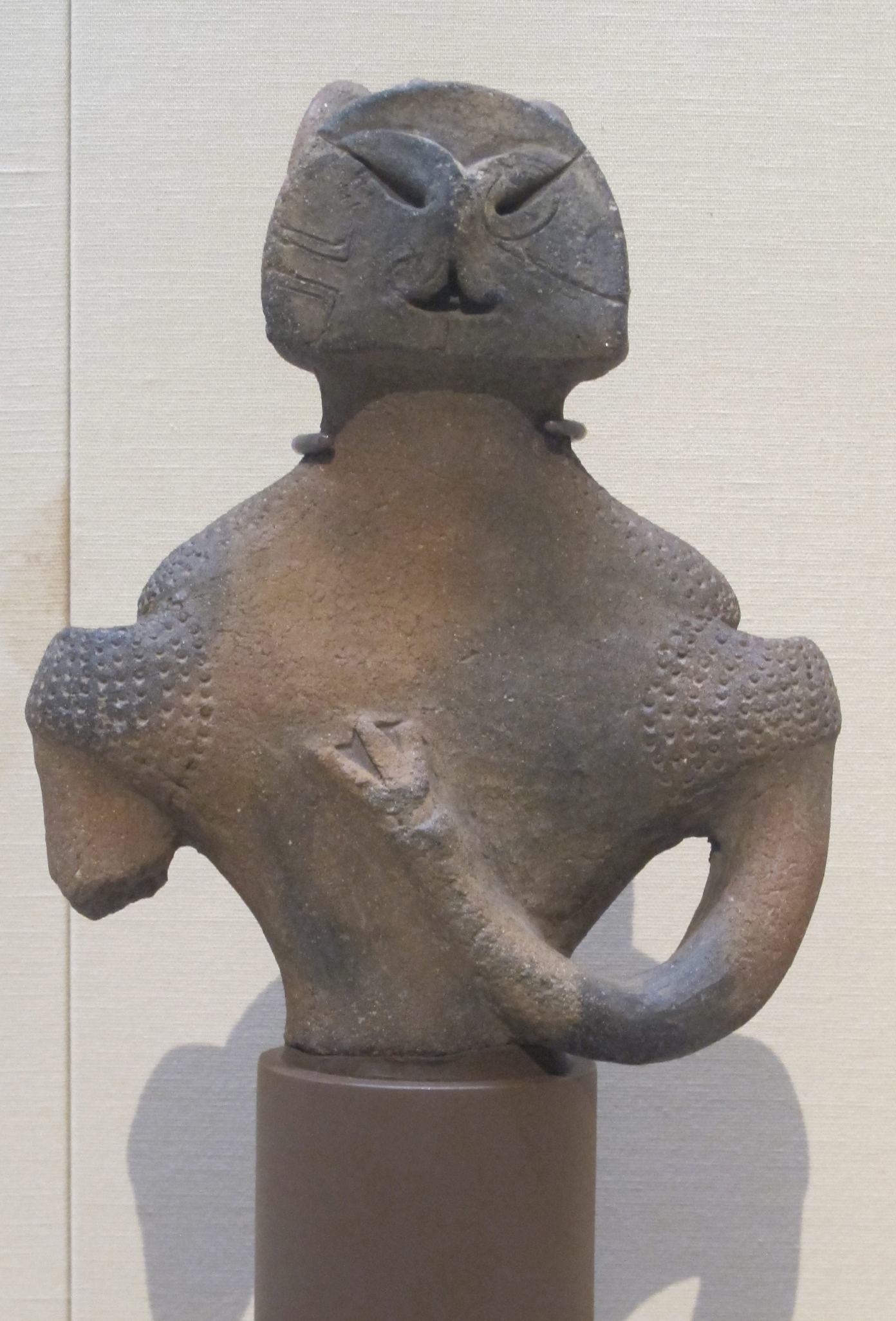
Dogū, terre cuite fragmentaire H. 25,2 cm. Site de Kamikurokoma, Fuefuki-shi, (Yamanashi). 3000-2000. Musée national de Tokyo
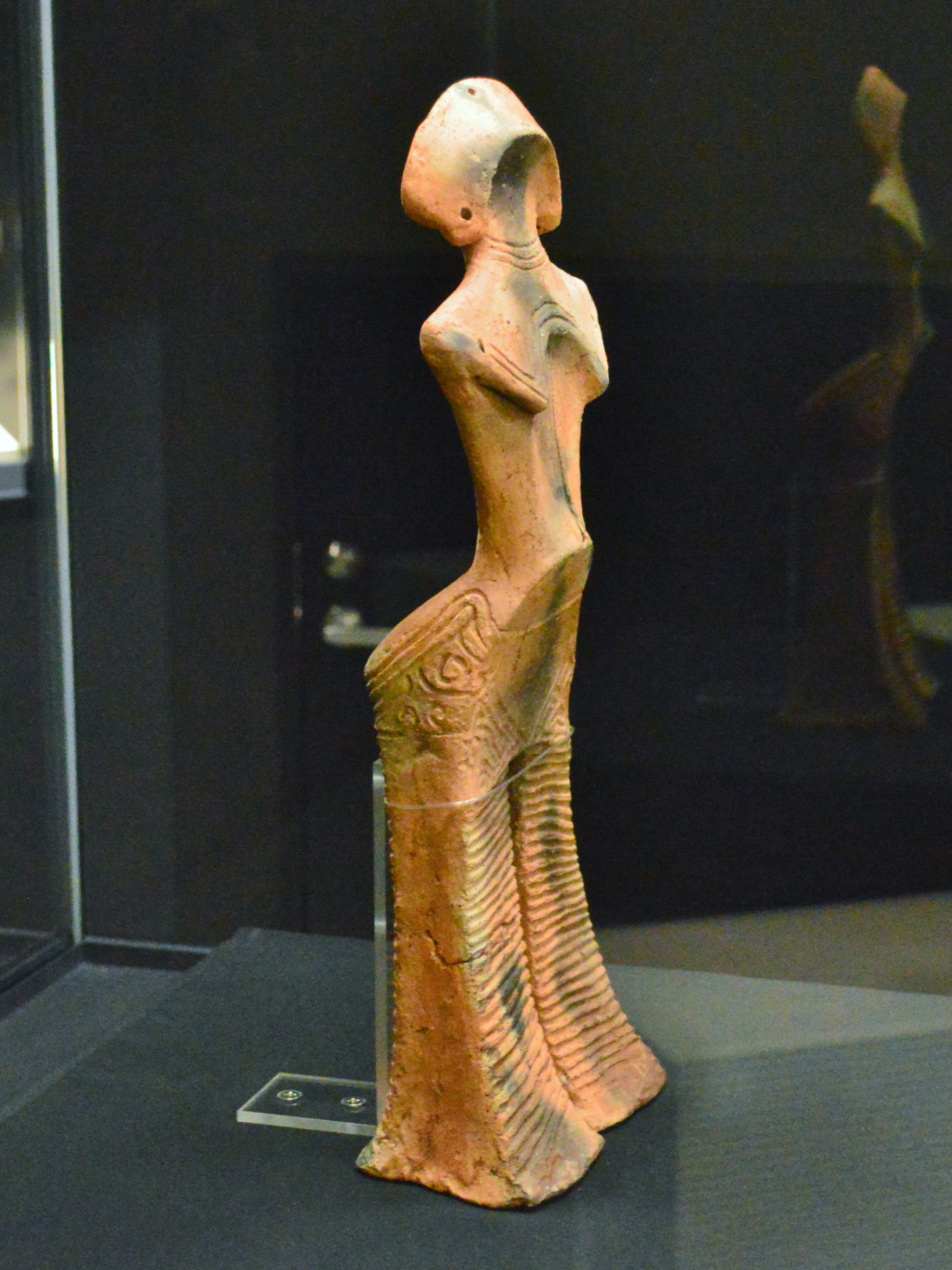
Dogū dit « Déesse Jōmon », H. 45 cm, site de Nishinomae, Funagata. Vers 2500. Yamagata Prefectural Museum[21].
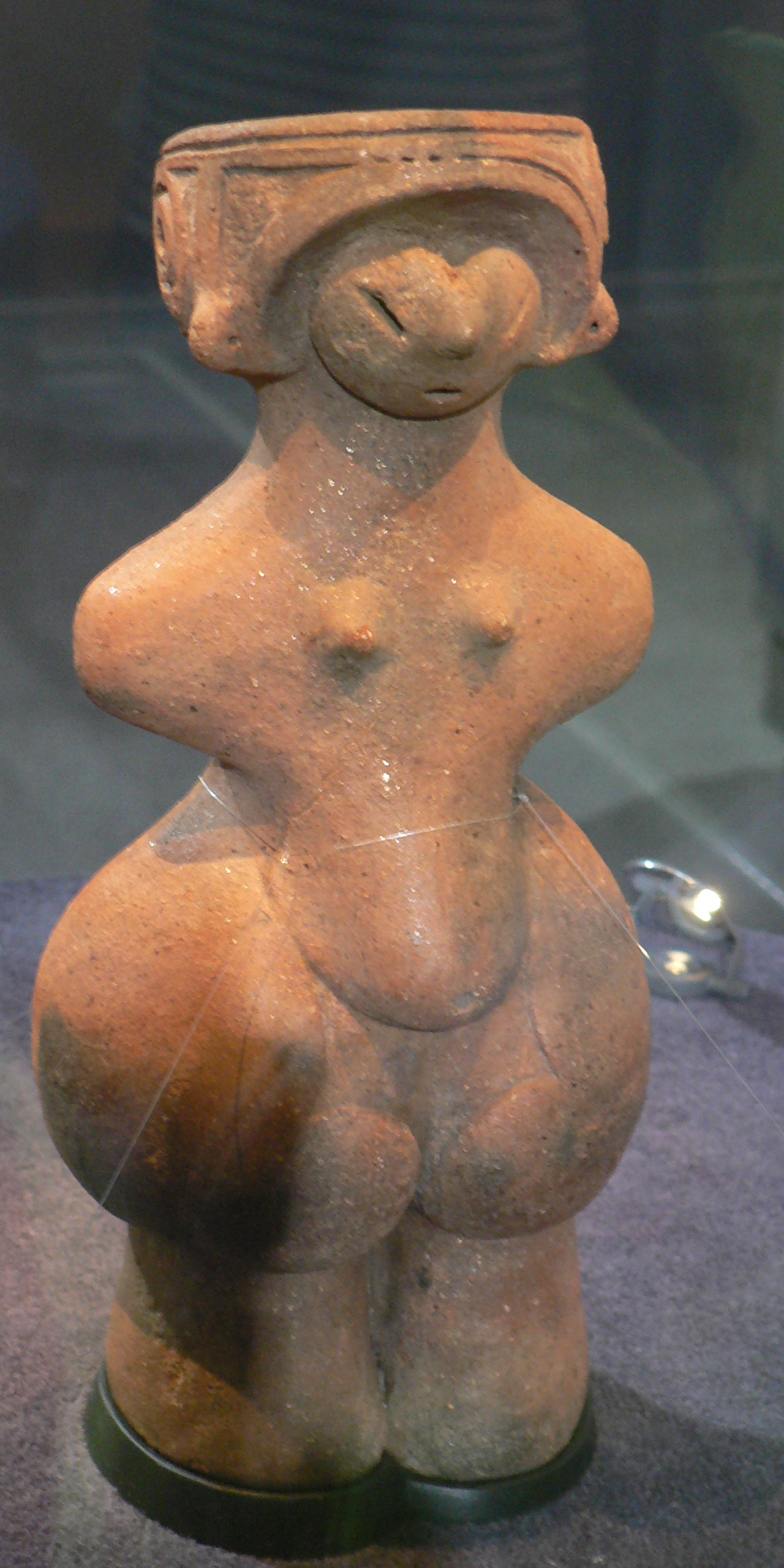
La « Vénus Jōmon », H. 27 cm, site de Tanabatake, Nagano. 2500-1500. Chino, musée de Togariishi[22].

Au Jōmon Moyen des têtes, identifiables, apparaissent, sur des corps plats, les bras en croix, puis ce sont des figurines, entièrement en trois dimensions, qui peuvent tenir debout comme la « Déesse Jōmon », et assez hautes : cette « Déesse Jōmon » mesure 47 cm. L'argile utilisée lui donne une couleur rougeâtre très pale. Le visage semble volontairement "effacé" quoique des trous pourraient évoquer les yeux et les oreilles d'un visage qui regarderait vers le ciel. L'empreinte de corde pourrait avoir été utilisée. En 1992 elle avait été découverte en cinq fragments, puis reconstituée. Cette appellation, « Déesse Jōmon », repose sur des critères esthétiques, uniquement : la conception artistique qui déforme et reforme le corps de la femme à l'extrême et la beauté du résultat.
On trouve les premiers exemplaires de dogū du Jōmon Moyen sur le site de Nagayama, Toyama, sur la rive nord-est du lac Biwa, au moment où s'effectue aussi un net développement des poteries. Il est ainsi possible d'appréhender l'ensemble culturel (dogū, poteries, pierres taillées, etc.) et son contexte. Le contexte de leur apparition et de la diffusion de ces pratiques peut être envisagé dans un milieu où les échanges sont intenses. Ainsi les habitants de Nagawa (Préfecture de Nagano) qui exploitaient des gisements d'obsidienne échangeaient celles-ci avec les régions de Hokuriku (env. 200 km), de Kantō (env. 200 km) et de Tōhoku (env. 580 km). Nagawa se situe, alors, comme à un carrefour d'échanges culturels du centre au nord du Japon. Par ailleurs, on assiste au Jōmon Moyen à une forte poussée de la démographie : on passe d'un maximum de 50 sites d'habitat par centaine d'année à 1000 par centaine d'année, du début au milieu de la période.
C’est au Jōmon Moyen que l’on rencontre d'autres productions réalisées par addition de matière, complexes comme les vases à bec verseur et autres poteries, dont celles en forme de brûle-parfum. On constate dans le même temps une étonnante diversification des formes. Les poteries partageant leurs motifs avec ceux des dogū, on peut les considérer comme formant un ensemble avec les figurines, toutes répondant à l’univers mental et rituel des sociétés Jōmon à ce moment de leur histoire. Les motifs obtenus par incision se retrouvent, d'ailleurs, sur la poterie comme sur les dogū mais aussi sur la pierre, sur le bois de cerf, et sur le bois, à cette époque. Donc, les objets utilitaires apparaissant avec des procédés et des signes similaires aux objets dits "culturels", il est nécessaire de ne plus percevoir la fonction avec le seul filtre interprétatif de leur utilité / inutilité.

### Jōmon Récent: 2 000-1 000

Jōmon Récent : 2 000-1 000
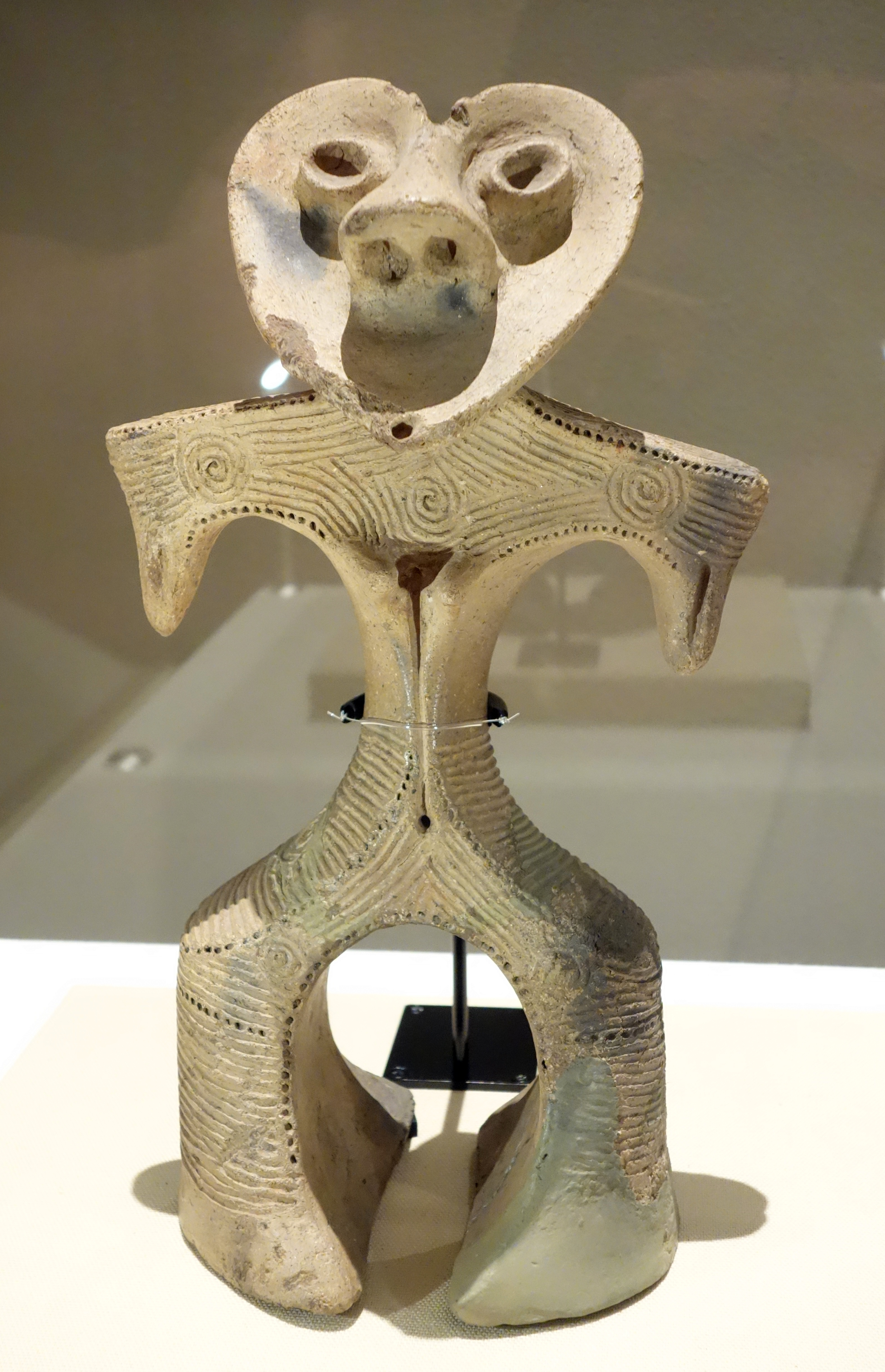
Dogū au visage en cœur. H. 30 cm env. Site: Gobara, Higashi Agatsuma, Gunma, 2000-1000. TNM
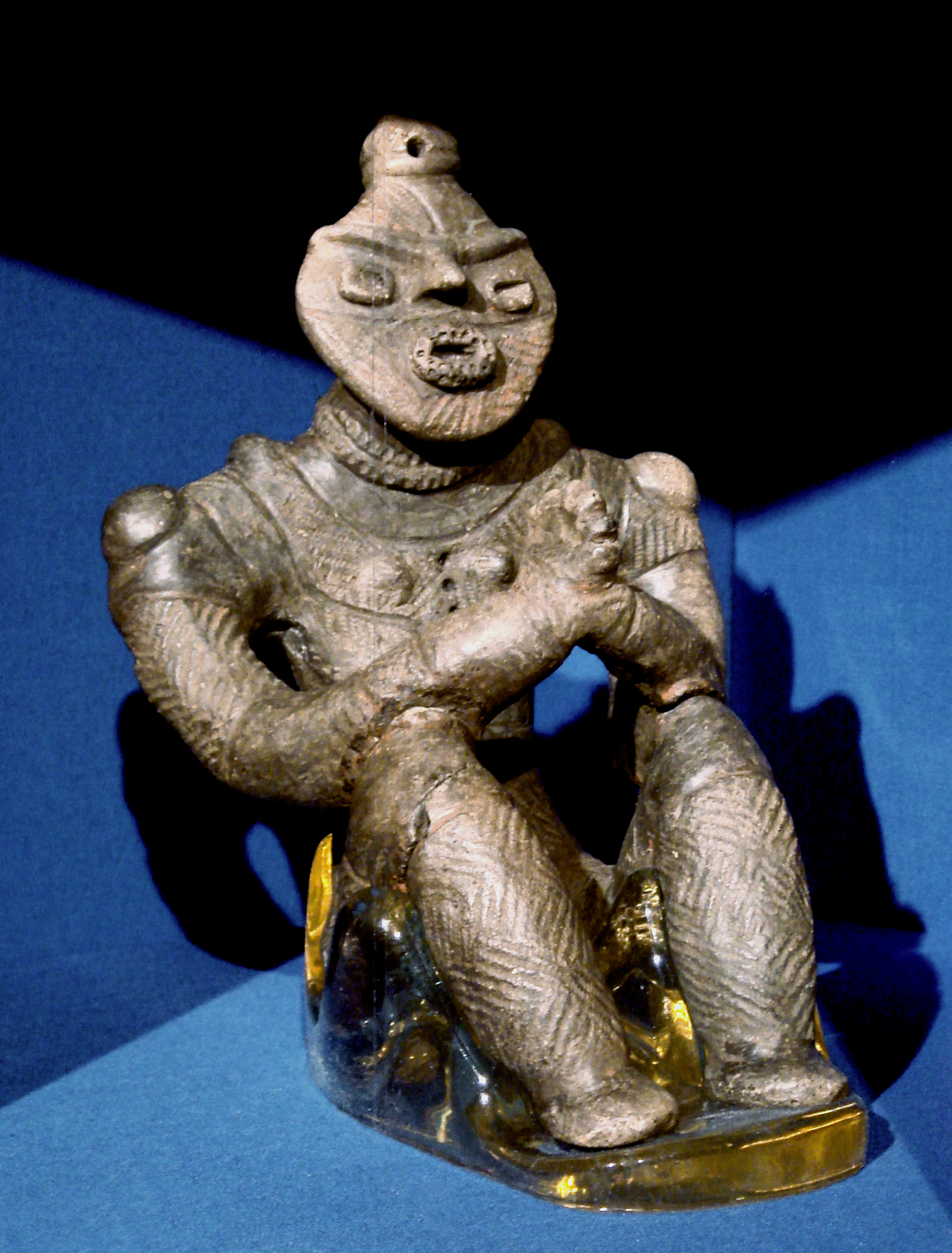
Dogū assis, mains jointes. H. 19,8 cm. Vers 1500-1000. Site de Kazahari I, Aomori. Hachinohe
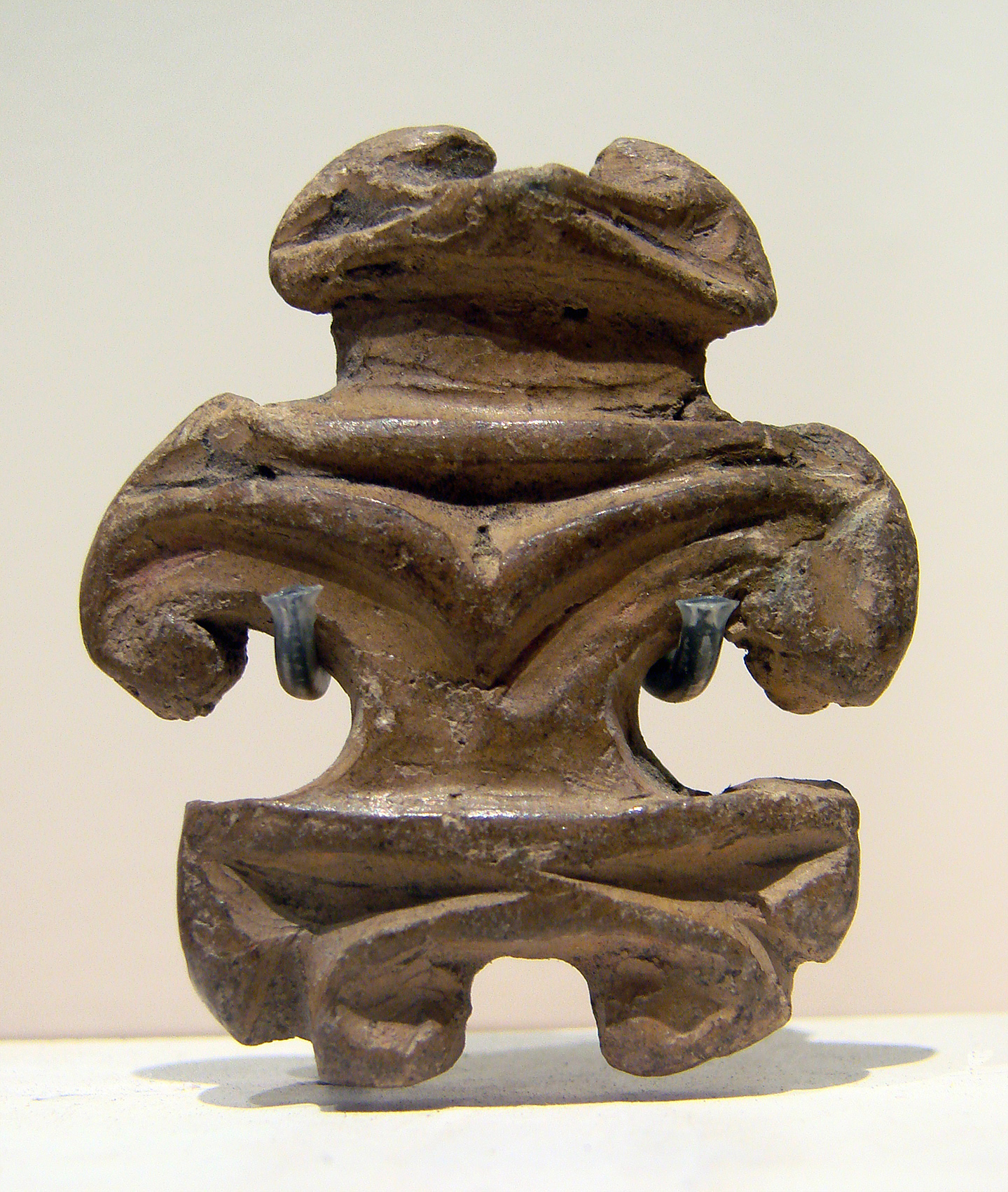
Dogū, région de Kantō ou de Tohoku. Jōmon Récent, v. 1500-1000. Musée Guimet
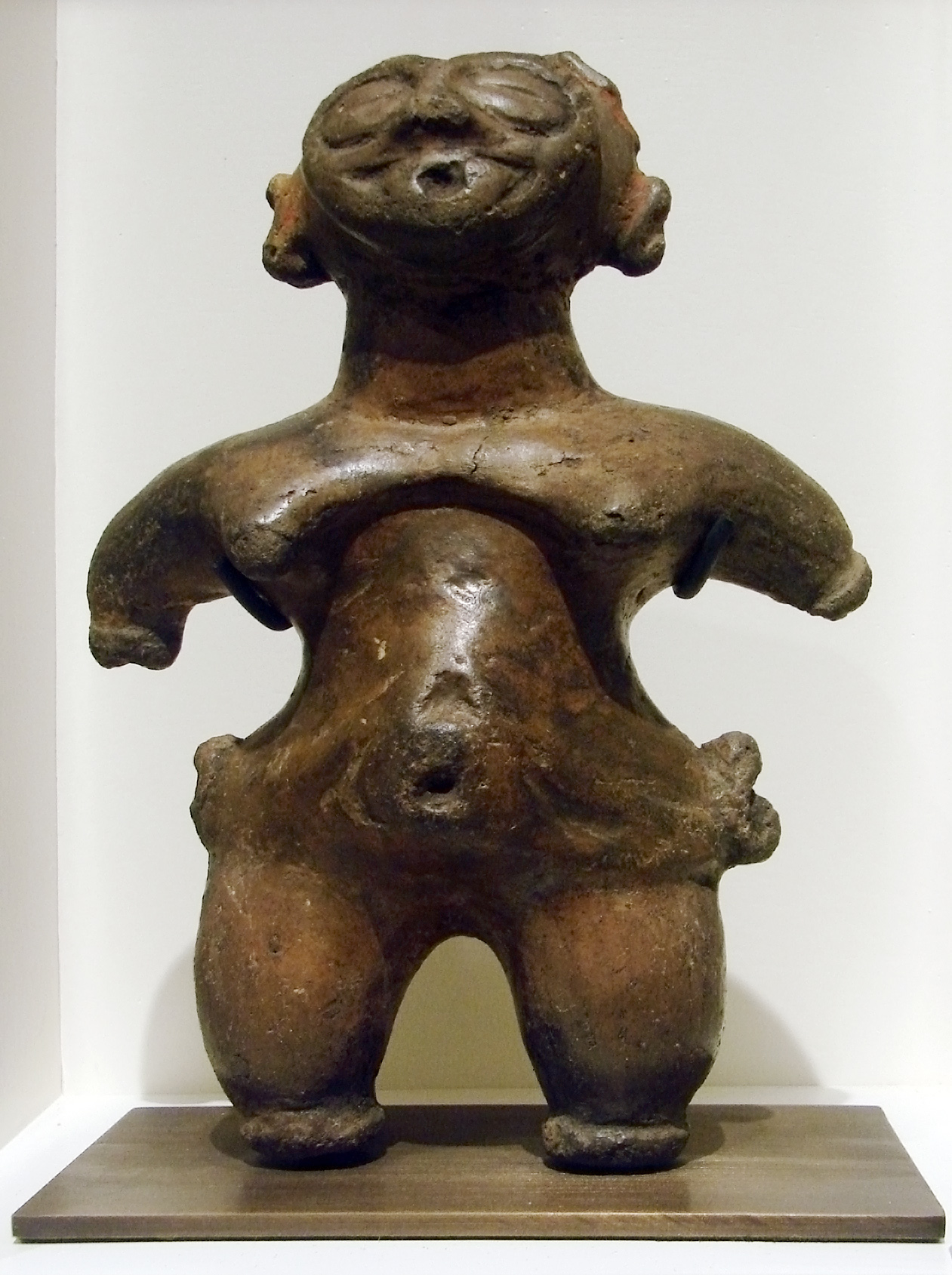
Dogū, site de Tokoshinai, préfecture d'Aomori. Vers 1500-1000. Musée Guimet.
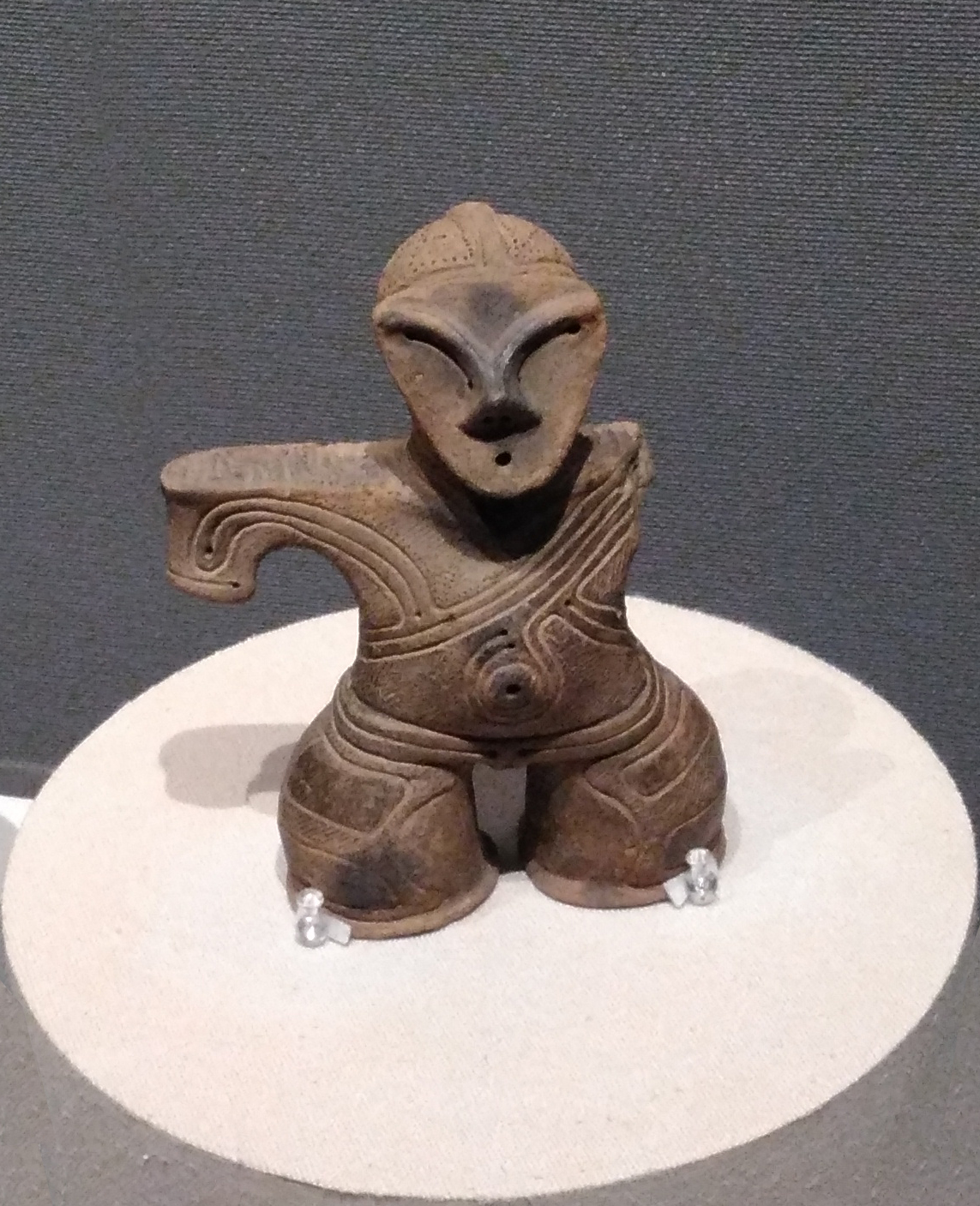
« Dogū masqué » à décor incisé. 2000-1000. Musée Mori-shogunzuka, Chikuma (Nagano).
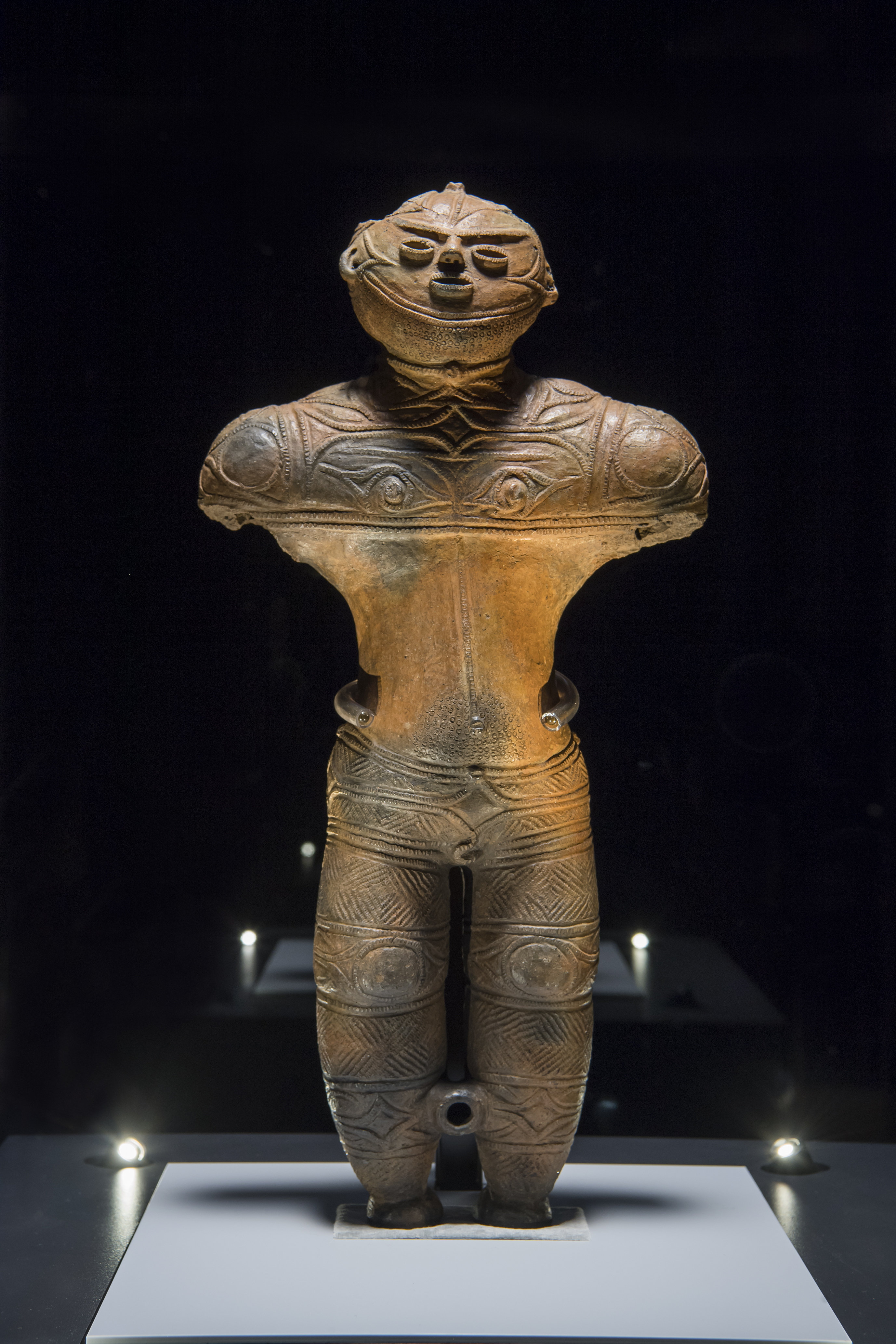
Dogū de Chobonaino, figure creuse à décor d'entrelacs incisés, traces de laque, H. 41,5 cm. 1500-1000. Hakodate, Hokkaidō

Au Jōmon Récent les dogū se rencontrent depuis le sud de l'île d'Hokkaido et la région de Tōhoku, au Nord d'Honshū, jusqu'à la région d'Osaka-Kyoto, la région du Kansai, au centre du Japon, mais pas au-delà. Cependant, la plus haute concentration se trouve dans le Nord (région de Tōhoku ), sur l'île d'Hokkaidō et au nord de l'île de Honshū, du Jōmon Moyen jusqu'au Jōmon Final.
Les figuribes d'argile sont de forme humaine, aux traits plus ou moins féminins même si ces caractéristiques sont parfois quasi inexistantes ou indiscernables au point que certains y voient des figures masculines,.
À côté des statuettes représentant des êtres humains (dogū), de loin les plus nombreuses, on rencontre aussi des statuettes représentant des animaux, courantes dès le Jōmon Moyen, comme sur le site de Kikyō, Hokkaido, en forme d'ours, de tortue ou de requin. Et si certains motifs ont été nommés en fonction d'objets similaires, comme les lunettes de neige, il en est d'autres qui ont offert des rapprochements formels avec des animaux, tout en restant des figurines anthropomorphes, comme les figurines en forme d'oiseau : le Mimizuku en Japonais qui est le petit-duc de Gurney, ou chouette cornue, dont la célèbre Dogū dite « à tête de chouette cornue » - découverte sur un amas coquillier.

### Jōmon Final
À la fin du Jōmon Moyen les dogu ont été menacés de disparition et ne subsistaient plus que dans le Tōhoku jusqu'au Jōmon Récent et Final, où leur usage s'est à nouveau généralisé. C'est sur le site de Kamegaoka (en) - qui fait aujourd'hui partie de la ville de Tsugaru, préfecture d'Aomori, dans la région de Tōhoku du nord du Japon - qu'a été découvert un dogū au XIXe siècle. Il s'est avéré, par la suite, que ce dogū de Kamegaoka appartenait au même type que le dogū d'Ebisuda. Leurs points de similitude qui caractérisent ce type ce sont surtout de grands "yeux" ayant la forme de "lunettes de neige", comme celle des Inuits d'Alaska. Le Metropolitan Museum y voit des "grains de café", ce qui nous écarte d'une identification rapide qui pourrait être trompeuse. Les figurines de ce type se retrouvent du sud d'Hokkaido aux régions de Kanto et de Chubu à la région du Kansai (ou région de Kinki).
Ce qui distingue le site de Kamegaoka c'est qu'il a été utilisé comme zone de sépulture sur une très longue période, alors que la culture de Kamegaoka n’a duré que quelques siècles. Le site est donc connu et fouillé depuis l’époque d'Edo, lorsque des figurines en argile et des poteries ont été découvertes en 1622 alors que Tsugaru Nobuhira, le deuxième daimyō du domaine de Tsugaru, faisait construire une fortification. Certains exemplaires de poterie ancienne ont été appréciés pour la cérémonie du thé japonaise à cette époque. Les fouilles ont continué. De nombreuses terres cuites et des pots laqués précieux, des objets en laque, des figurines en argile, des objets de jade et autres ont été déterrés. C'est ainsi qu'une grande figurine en terre cuite, sans jambe gauche, a été déterrée en 1887, pendant l'ère Meiji, et désignée par le gouvernement national comme un bien culturel important : c'est le célèbre dogū de Kamegaoka.

Jōmon Final : 1000-400
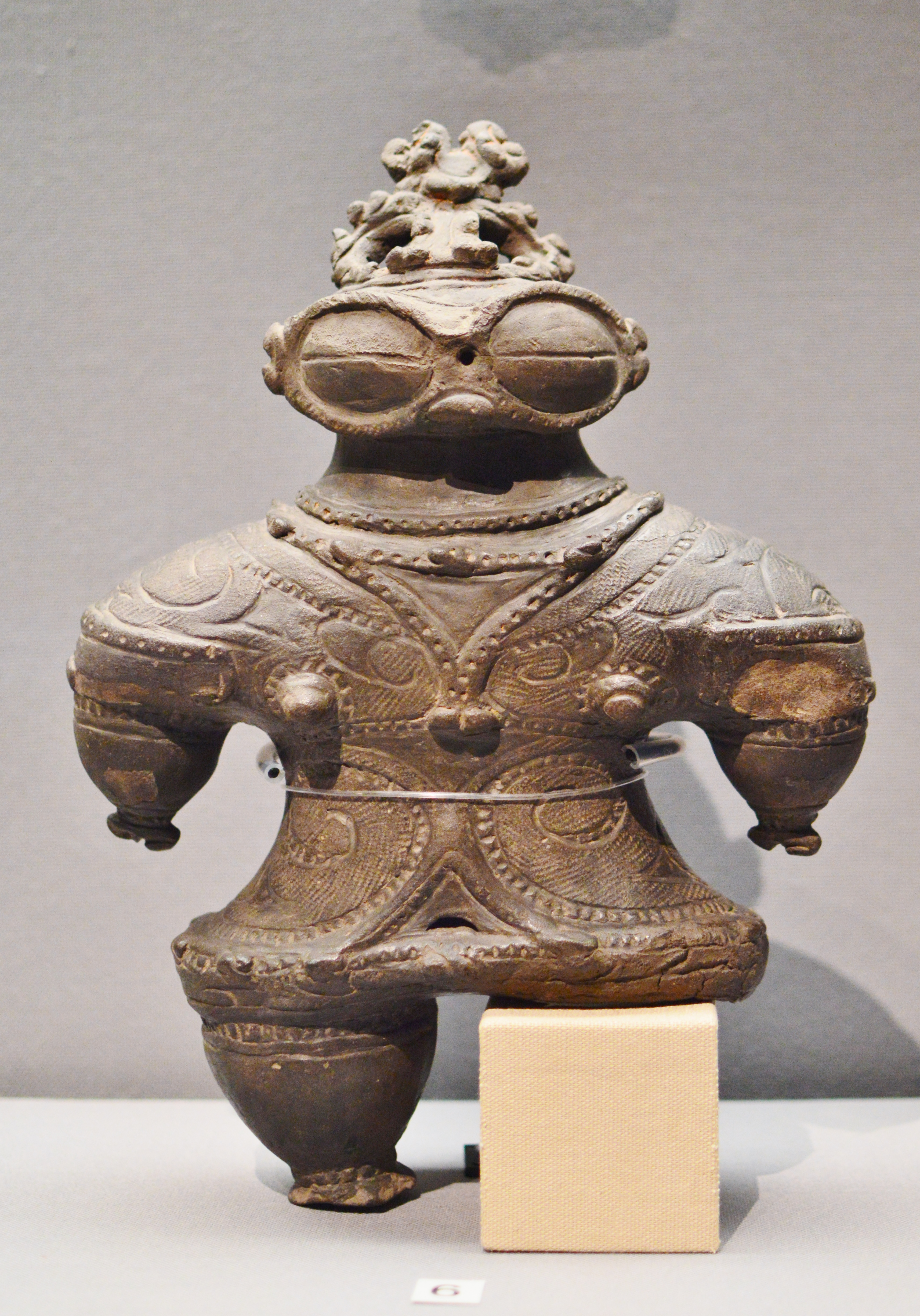
Dogū de Kamegaoka à décor entrelacé[37] Nord-est du Japon. préfecture de Miyagi, Région de Tōhoku. 1000-400. TNM
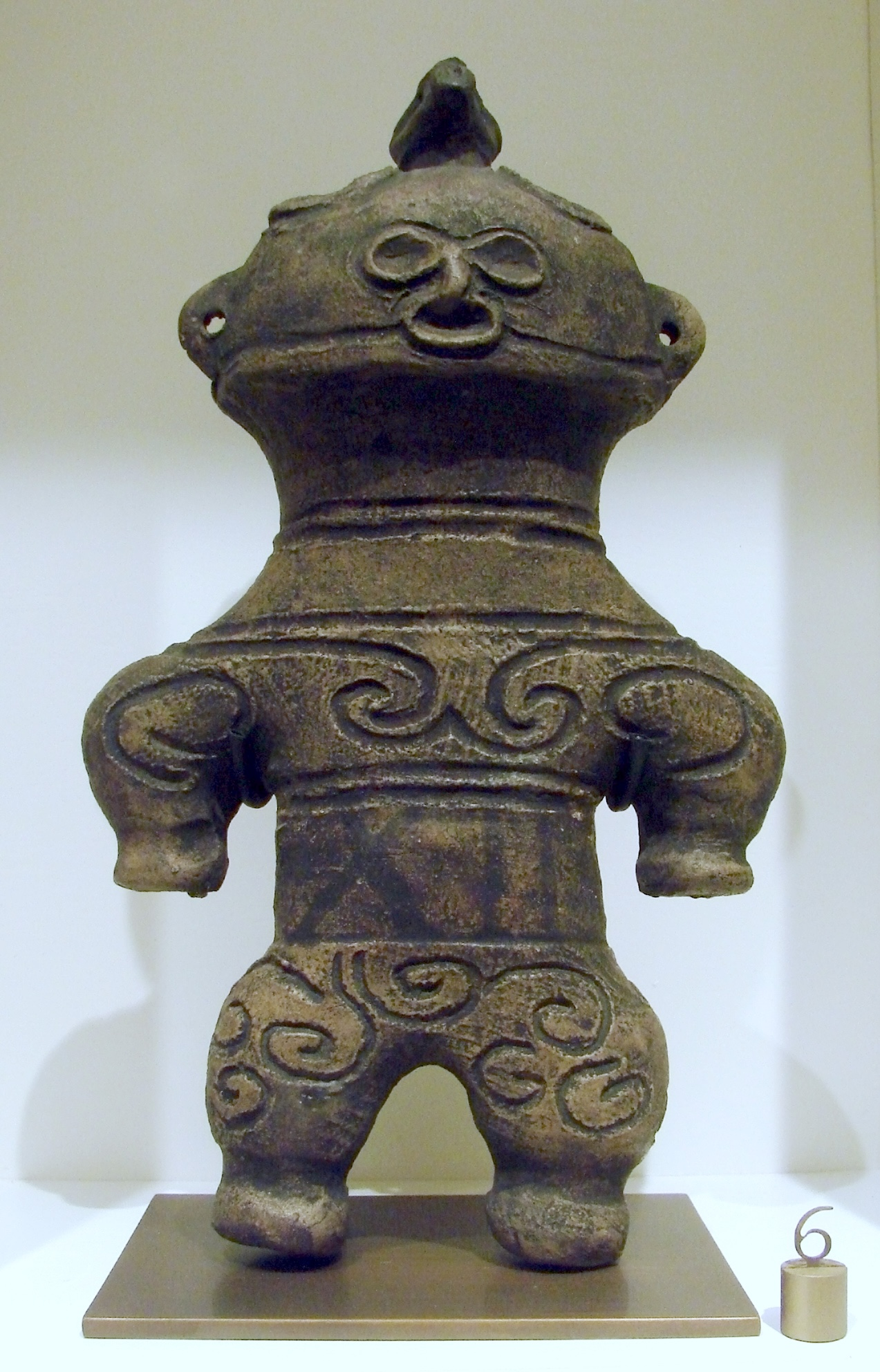
« Dogū aux lunettes de neige »[38] à décor entrelacé. 1000-400. Musée Guimet.
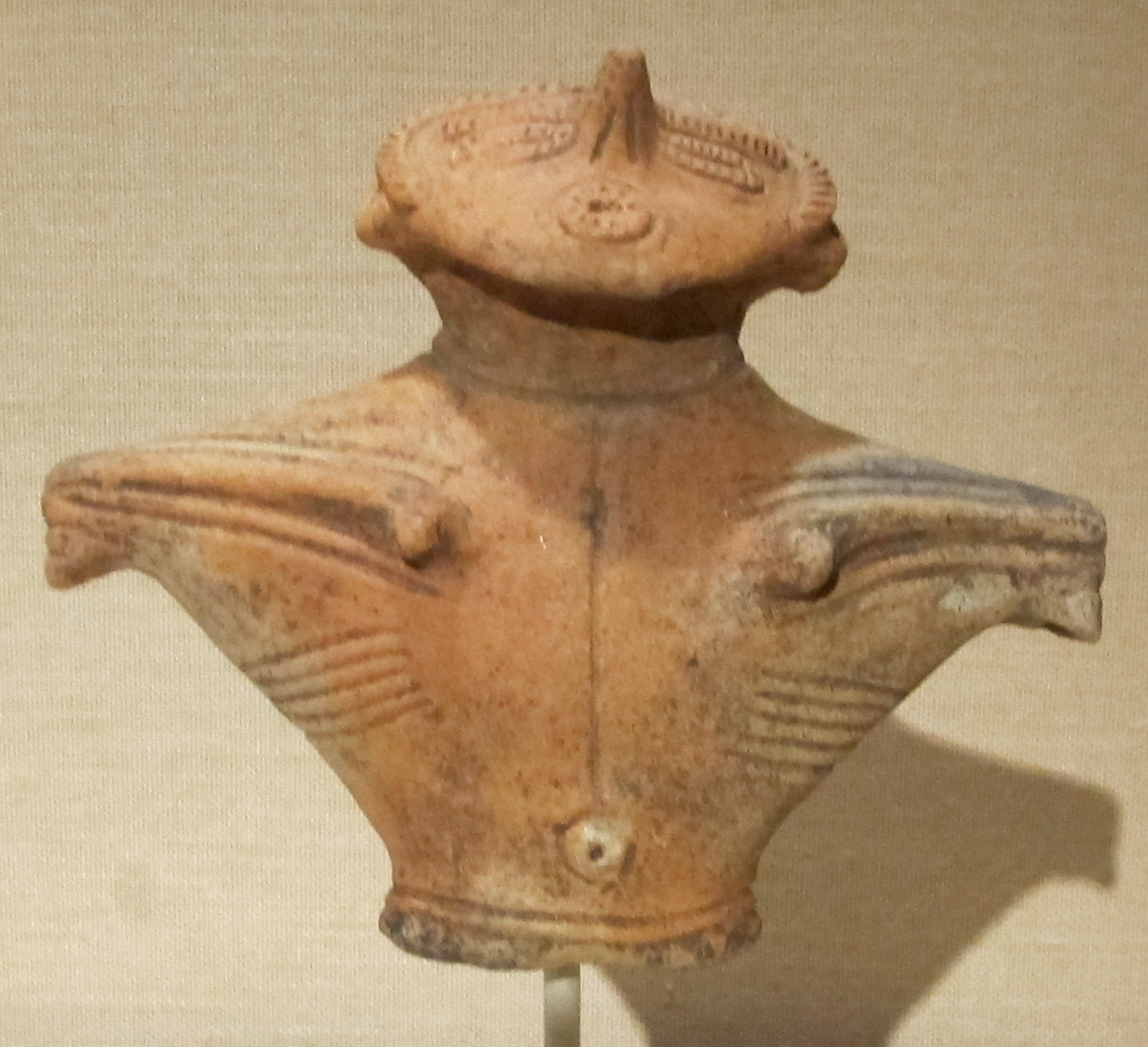
Dogū brisé, H. 15,6 cm. Terre cuite à décor cordé et incisé. 1000-300. Metropolitan Museum of Art.

Les figurines d'argile du Jōmon Récent et Final se distiguent par une très grande variabilité stylistique. Les motifs décoratifs, comme ceux présentant des courbes plus ou moins entrelacées et sans rapport avec un détail anatomique, qui se généralisent alors ne restent pas dans la seule pratique de la terre cuite (poterie Jōmon et dogū). On les rencontre aussi gravés sur des plaquettes de pierre (ganban) et sur des objets en bois dont la fonction reste inconnue (herajō mokki, en forme de spatule).

## Formes et fonctions

### Formes et matières
Formes : Les dogū sont d'une très grande diversité de forme, parfois assez naturelles et nues, mais le plus souvent traitées suivant une stylisation très éloignée des formes naturelles. Leur taille varie entre une dizaine de centimètres et une quarantaine pour le plus grand. Ils présentent, ou non, un décor qui peut évoquer un vêtement ou des tatouages. La stylisation du corps permet une multitude de solutions, toutes cohérentes sur le plan plastique. Il en existe en forme de plaque, en croix, en triangle (par exemple à Sannai Maruyama) où les détails sont alors de faible relief, saillant ou en creux. Dans le cas des dogū d'Ebisuda, aux yeux globuleux ou à « lunettes de neige », les yeux lisses qui contrastent avec le corps couvert d'ornements, trouvent un « écho » dans les bras et jambes laissés nus et aussi ronds que les yeux, tous apparaissant comme gonflés. Les hanches peuvent être figurées larges, rondes ou anguleuses, mais pas dans le cas du dogū assis de Kazahari aux hanches étroites. Si la plupart ont des attributs féminins plus ou moins visibles - le sexe étant pafois représenté clairement, dans le cas de la Déesse masquée - d'autres semblent asexués, comme le dogū de Chobonaino, à Hokkaido ou celles de type Mimizuku. Les motifs géométriques décoratifs sur ces figurines ont pu être envisagés comme la représentation de tatouages.
Matières : La terre est cuite à basse température (800°C). À la différence des périodes précédentes, où la terre est simplement modelée dans la masse, au Jomon Récent certains dogū sont creux et montés au colombin.
Toutes ces figurines et toute la céramique Jōmon constituent les premiers témoignages de la sculpture japonaise, car le concept occidental de « sculpture » doit être repensé dans le contexte de l'art japonais.
Décors :

- des décors cordés, par impression de cordes, enroulées sur des bâtons ou tressées (comme un « scoubidou ») : on le trouve sur le dogū assis de Kazahari I,
- des décors par incisions, ou gravures : on le trouve sur le dogū au visage « en cœur » et le dogū à tête de chouette cornue, tous deux du TNM. Le dogū brisé, du Metropolitan Museum témoigne des deux pratiques, décor cordé et incisé.
- des reliefs rapportés, et des jeux de courbes et contre-courbes, des ponctuations régulières, au cours du Jomon Récent et Final dans le nord du Japon, non sans rapport avec ceux que l'on retrouve sur certains dogū contemporains dans cette région du Tōhoku aux yeux en forme de grain de café: ceux de Ebisuda[45] et de Kamegaoka (en), préfecture d'Aomori.

Au cours des périodes du Jōmon Récent et Final on constate toujours une grande variabilité des types, alors qu'un grand nombre de ces statuettes ont été travaillées avec un grand soin, tandis que d'autres ne témoignent pas d'une telle attention à l'aspect visible.

### Fonctions

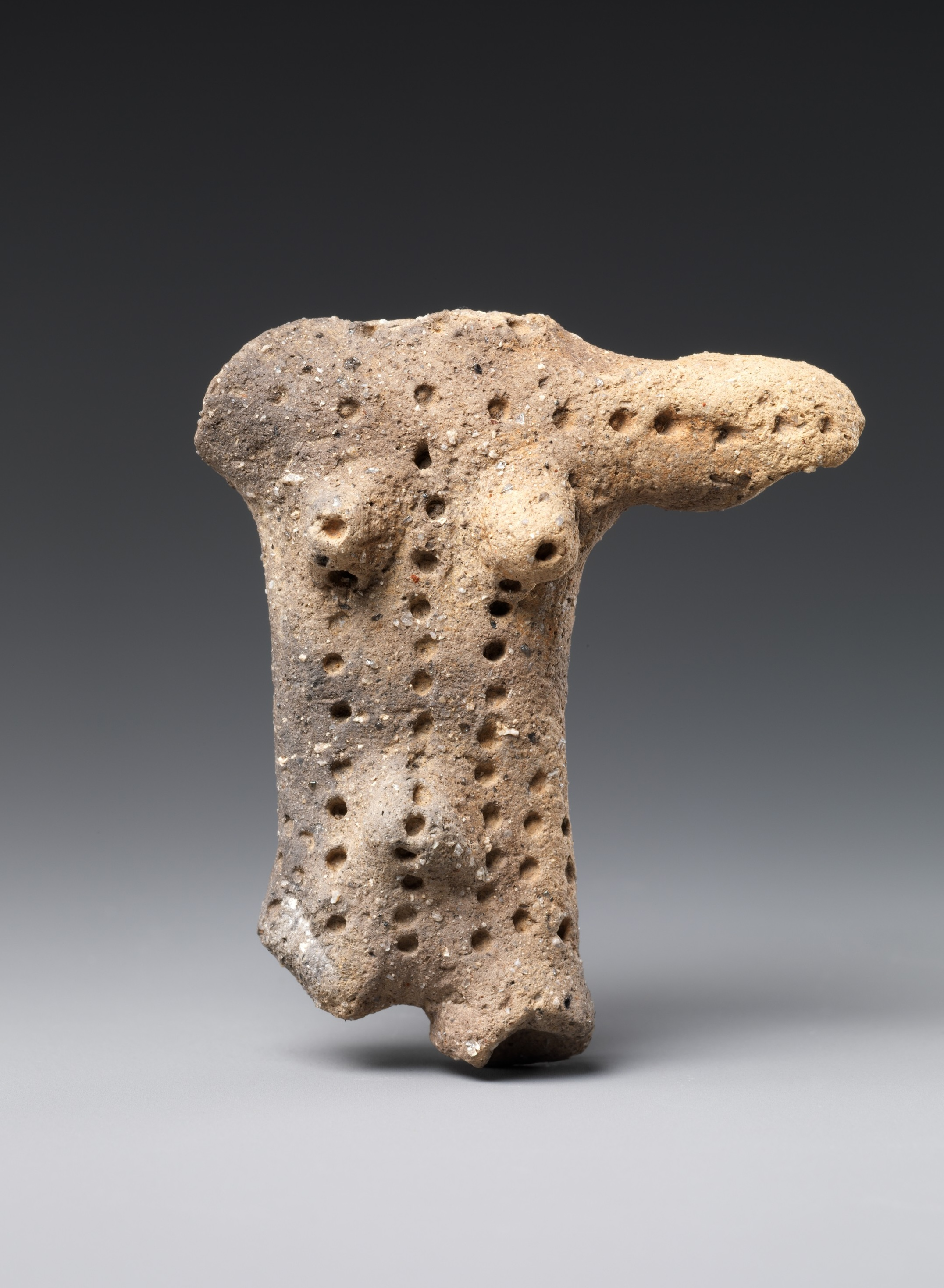
Dogū fragmentaire. Torse. Jōmon moyen (vers 3000–2000 AEC), terre cuite, 4,8 cm. Metropolitan Museum of Art

Les fonctions de ces figurines étaient, vraisemblablement, liées à des pratiques diverses : 
- dans les tombes, au cours de cérémonies funéraires : ce sont probablement des « offrandes » au défunt, ou une protection pour lui ou pour la communauté, mais on ne peut exclure d'autres fonctions ;
- au sein des villages[47]: « rites de fécondité », « symboles de fertilité »[46] parce qu'il s'agit de représentations ayant, pour la plupart, des attributs féminins, mais on en trouve sur le sol des habitations et dans les dépotoirs. Ces interprétations, qui font appel à la fertilité et à la fécondité, ayant été souvent appliquées aux XIXe et XXe siècle ;
- au cours de « rites de guérison », (Christine Shimizu considère que la fonction de ces objets est liée au chamanisme[48], mais la majorité des publications du XXIe siècle n'y font plus allusion, par précaution. Le chamanisme ayant fait l'objet de débats très controversés et très vifs[49] ;
- elles sont pour moitié retrouvées brisées, souvent au niveau des bras et des jambes. Cela pourrait évoquer des pratiques rituelles (comme on le fait en brûlant des « bonhommes de paille » pour chasser les épidémies) mais elles auraient pu aussi se briser involontairement dans quelques cas[50], après usage ;
- elles sont, pour la plupart, associées à d'autres artefacts « rituels » qui ont survécu au rituel en question, et au temps. C'est le cas à Kunenbashi, Iwate, du Jōmon Final où elles sont associées à des « sabres » de pierre, ou de façon plus exacte comme des représentations phalliques[51]. C'est aussi le cas sur les terrasses en disque, sur le site de Terano-higashi, (Tochigi)[52], Jōmon Récent et Final, où ils sont associés à des « pierres phalliques », « sabres » de pierre, anneaux d'oreille en terre cuite et perles de pierre.

Quelques exemplaires (Jōmon Ancien et Final), réalisés en pierre, au cours de la même période semblent exclure ceux réalisés en terre. Ce qui pourrait suggérer que leur fonction ou leur signification seraient équivalentes. Mais le fait que certains traits caractéristiques diffèrent, de la terre à la pierre, semble indiquer, aussi, que leurs fonctions pourraient avoir été différentes.
Cependant il est indispensable de ne pas se laisser aller à des suppositions hasardeuses en ce qui concerne l'usage des dogū, d'autant plus que cette pratique est non seulement diverse dans l'espace, mais aussi sur une durée qui se mesure en millénaires.